# Plagiostachys parva
Plagiostachys parva là một loài thực vật có hoa trong họ Gừng. Loài này được Cowley miêu tả khoa học đầu tiên năm 1999.